# Casio
Casio Computer Co., Ltd. (яп. カシオ計算機株式会社, Kashio Keisanki Kabushiki-gaisha) — японський виробник електронних пристроїв.
Корпорація заснована 1946 року в Токіо інженером та підприємцем Касіо Тадао. Найбільш відомий як виробник калькуляторів, аудіо устаткування, КПК, фотокамер, музичних інструментів і наручних годинників.

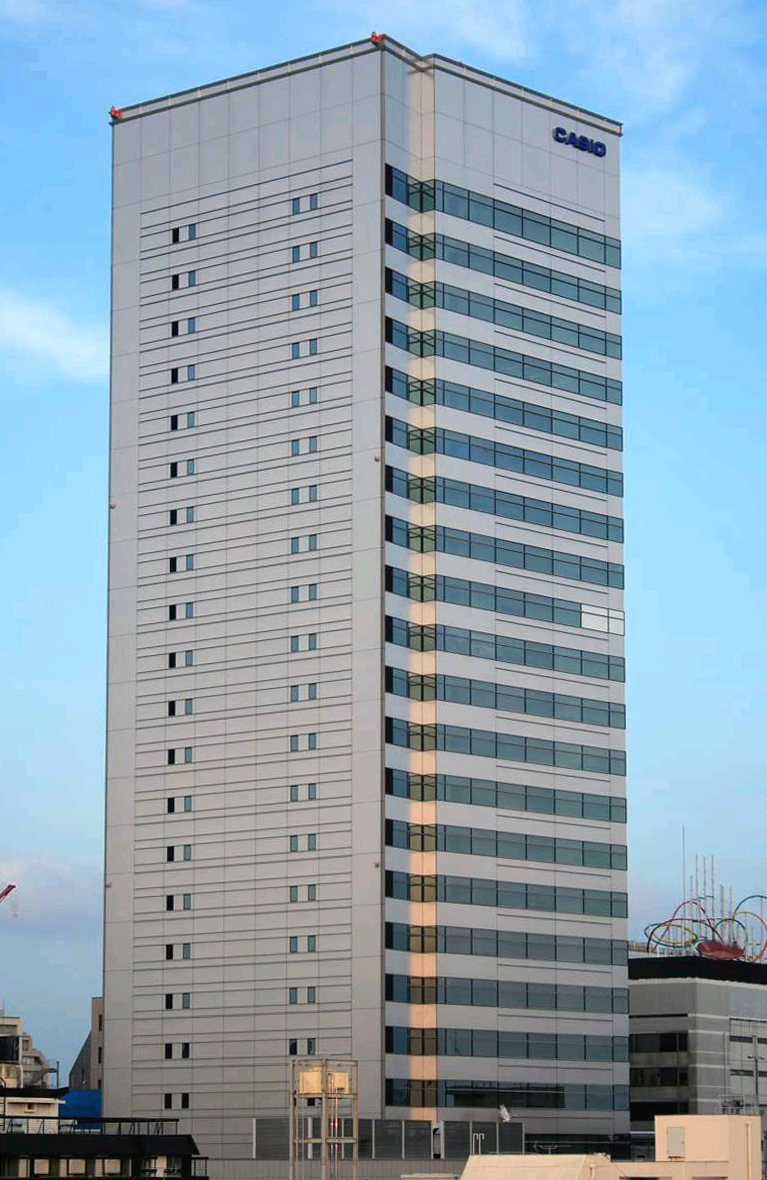
офіс CASIO в Токіо

## Основні досягнення
- 1957 — випуск першого у світі повністю електронного калькулятора (Модель 14-А).
- 1965 — випуск настільного електронного калькулятора 001 з убудованою пам'яттю.
- 1972 — випуск персонального калькулятора (понад 10 млн продаж)
- 1974 — випуск годинника Casiotron, з автоматичним календарем, що враховує високосні роки.
- 1980 — випуск електронного клавішного інструменту Casiotone.
- 1983 — випуск наручного годинника G-Shock, що витримує сильні удари, вібрації, та є водонепроникним.
  - 1985 — випуск професійного синтезатора CZ-101.
- 1995 — випуск цифрової фотокамери QV-10, що вперше включила TFT дисплей.
- 2002 — випуск цифрової фотокамери EX-S1.
- 2007 — випуск найтоншого у світі хронографа на сонячних батареях OCW-S1000J, товщиною 8,9 мм.

## Галерея

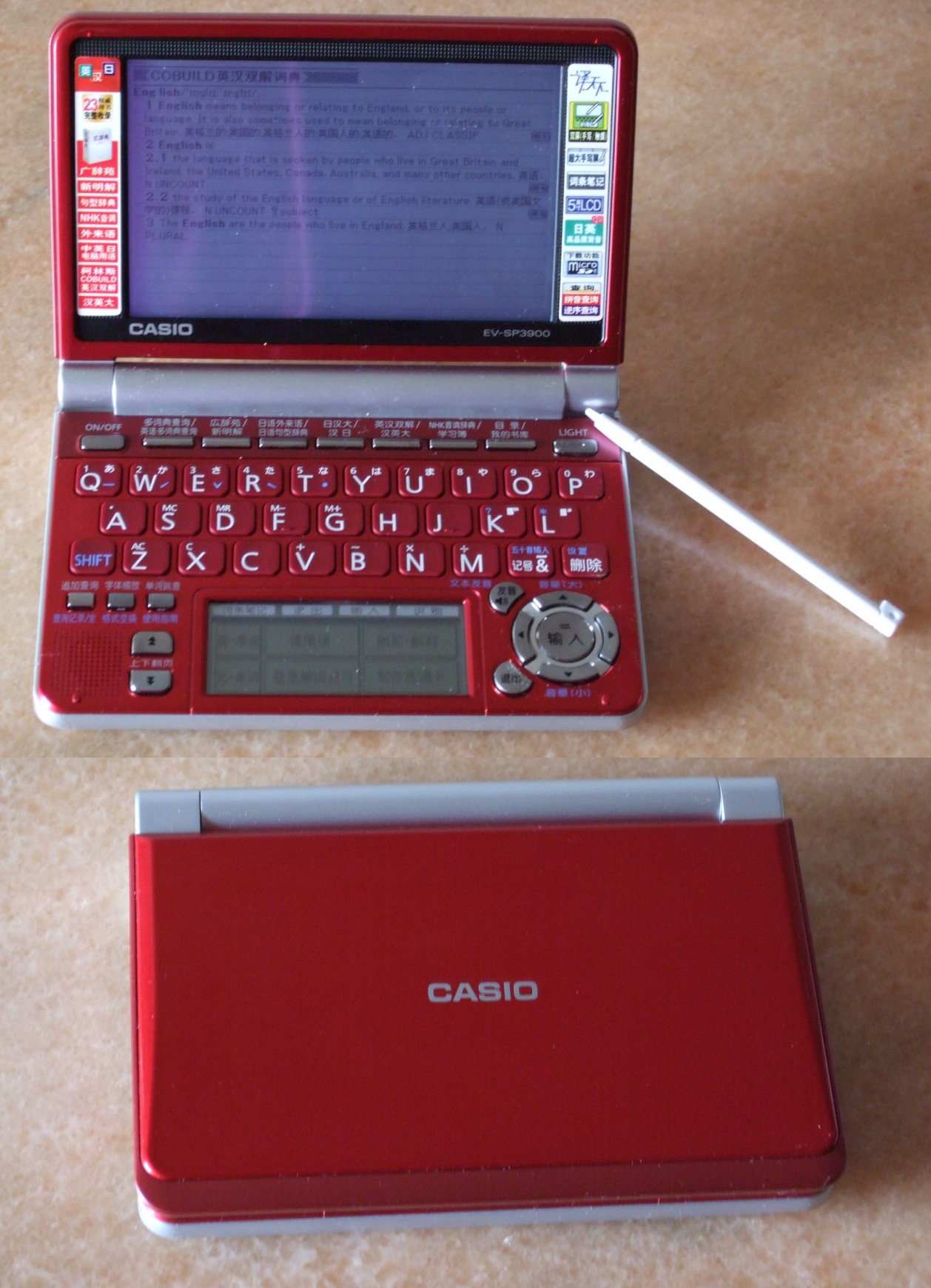
Електронний словник Casio EV-SP3900
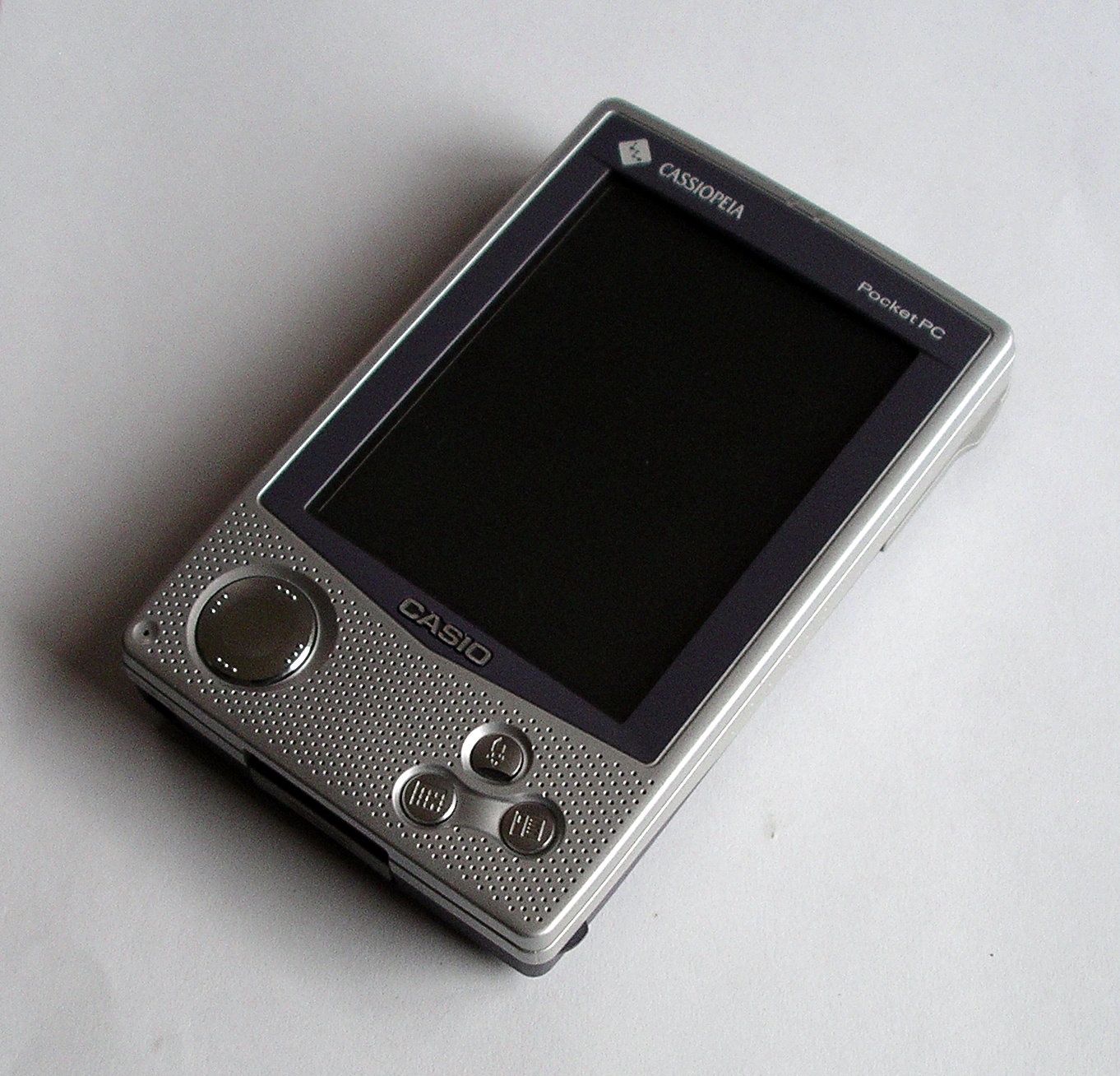
Cassiopeia PDA
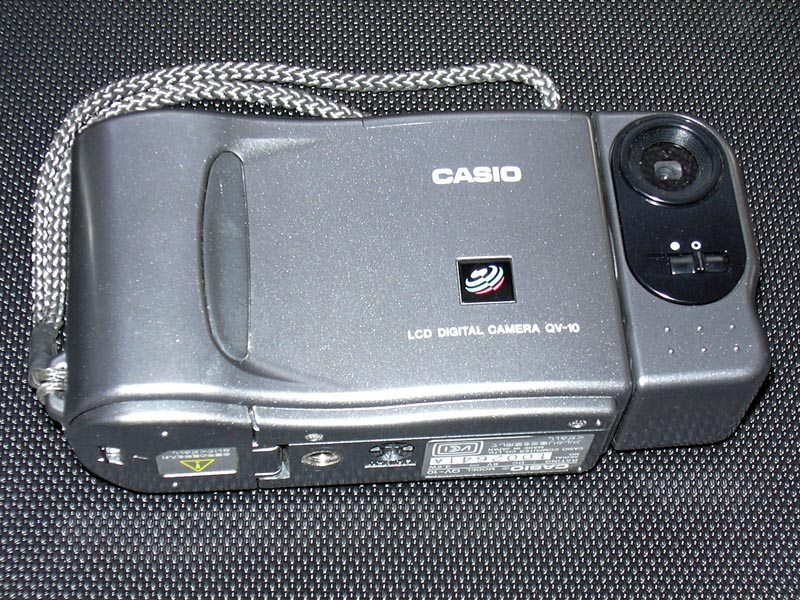
Цифрова камера QV-10
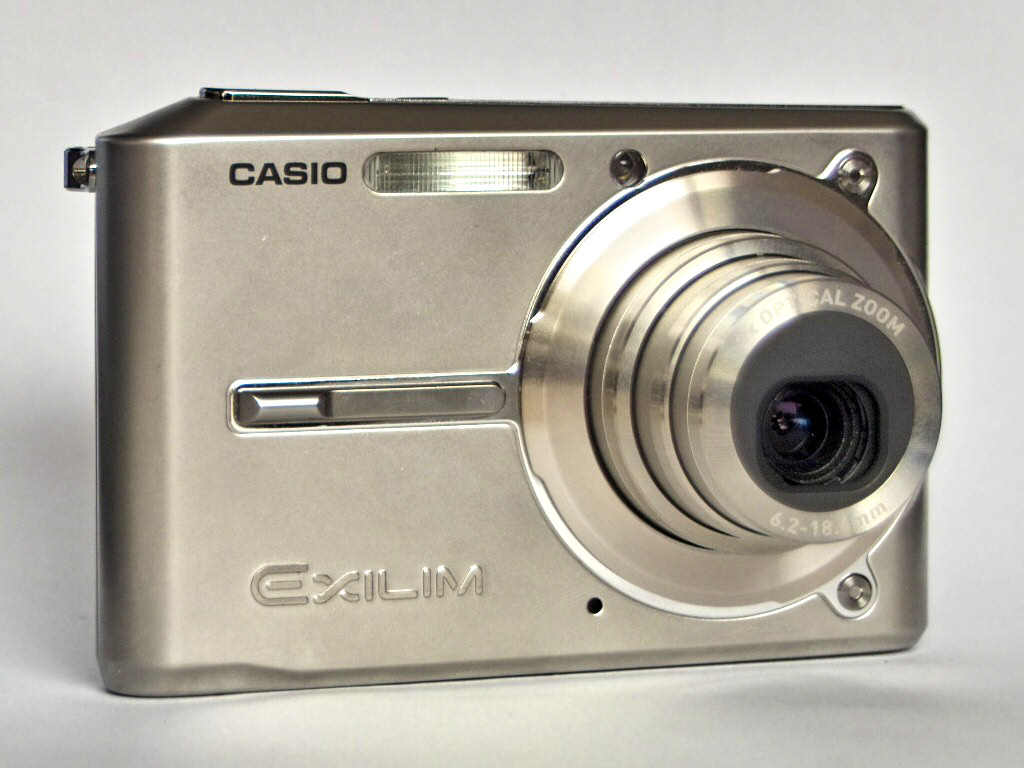
Цифрова камера EX-S600
Мобільний телефон Au W31CA
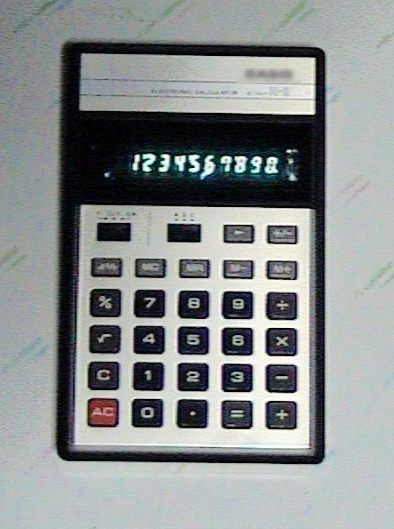
Старий калькулятор Casio
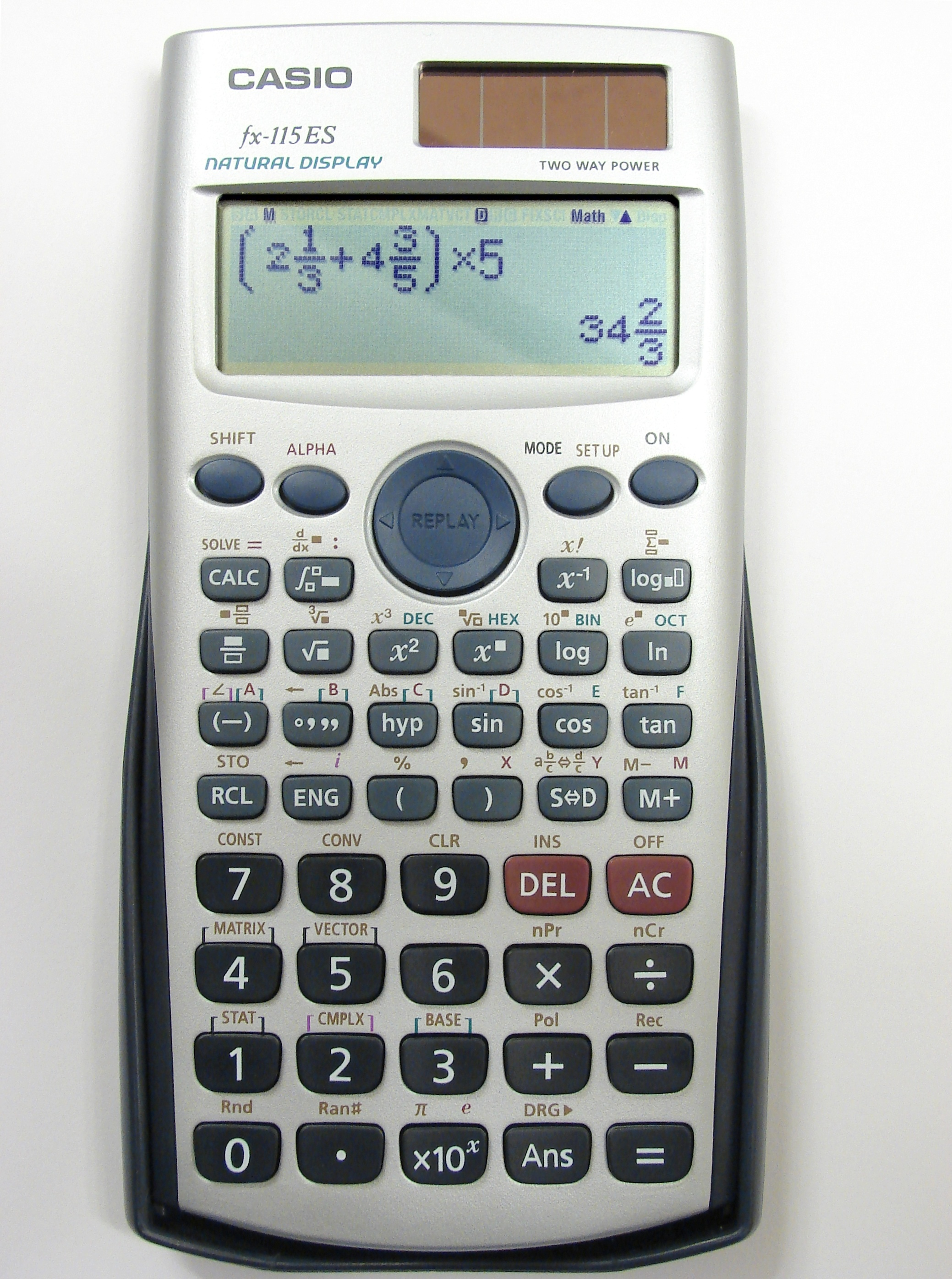
Інженерний калькулятор Casio fx-115ES Natural Display
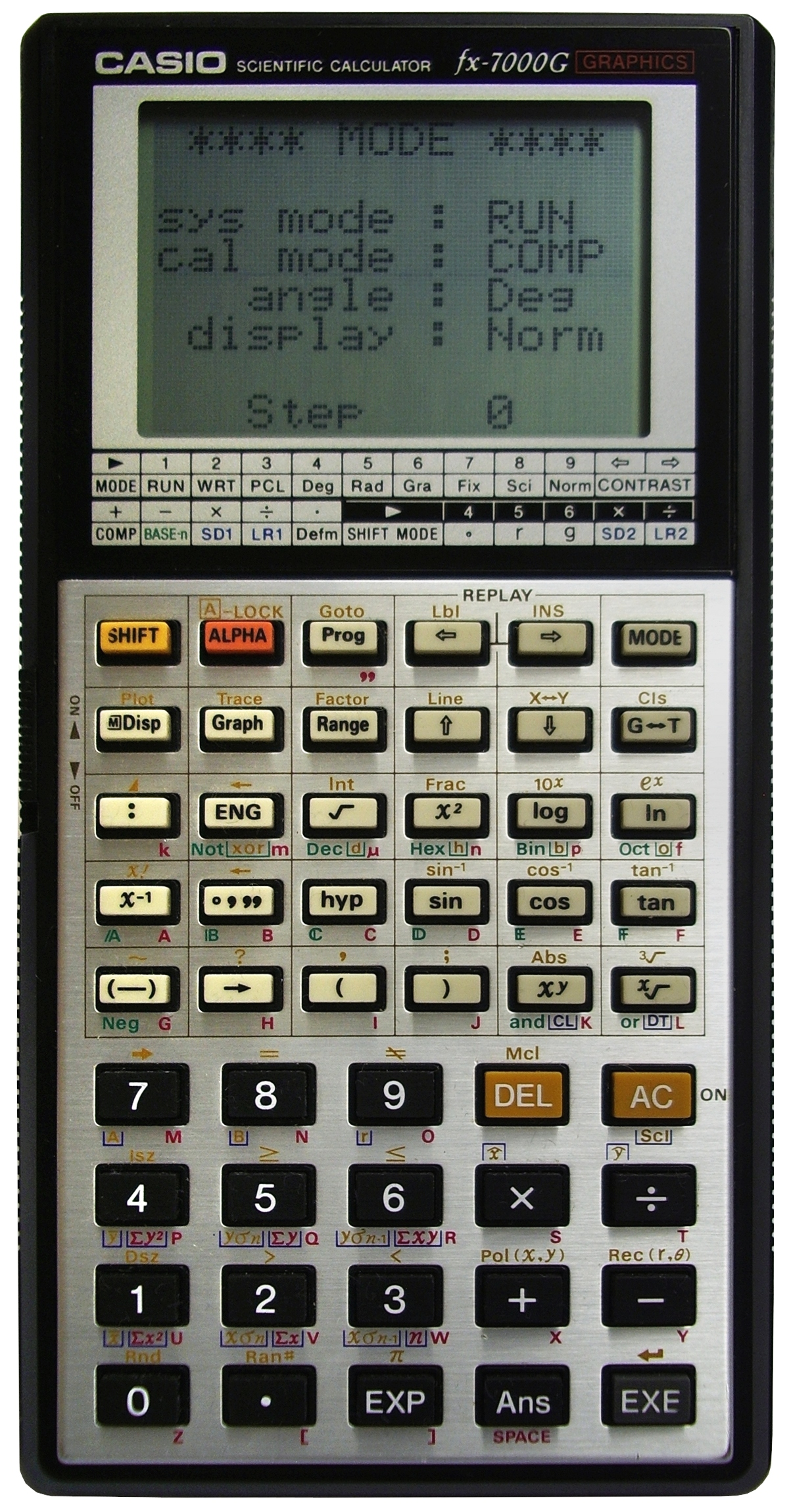
Перший в сівті графічний калькулятор Casio fx-7000G
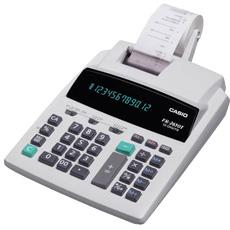
Калькулятор з принтером для перевірки	FR-2650T
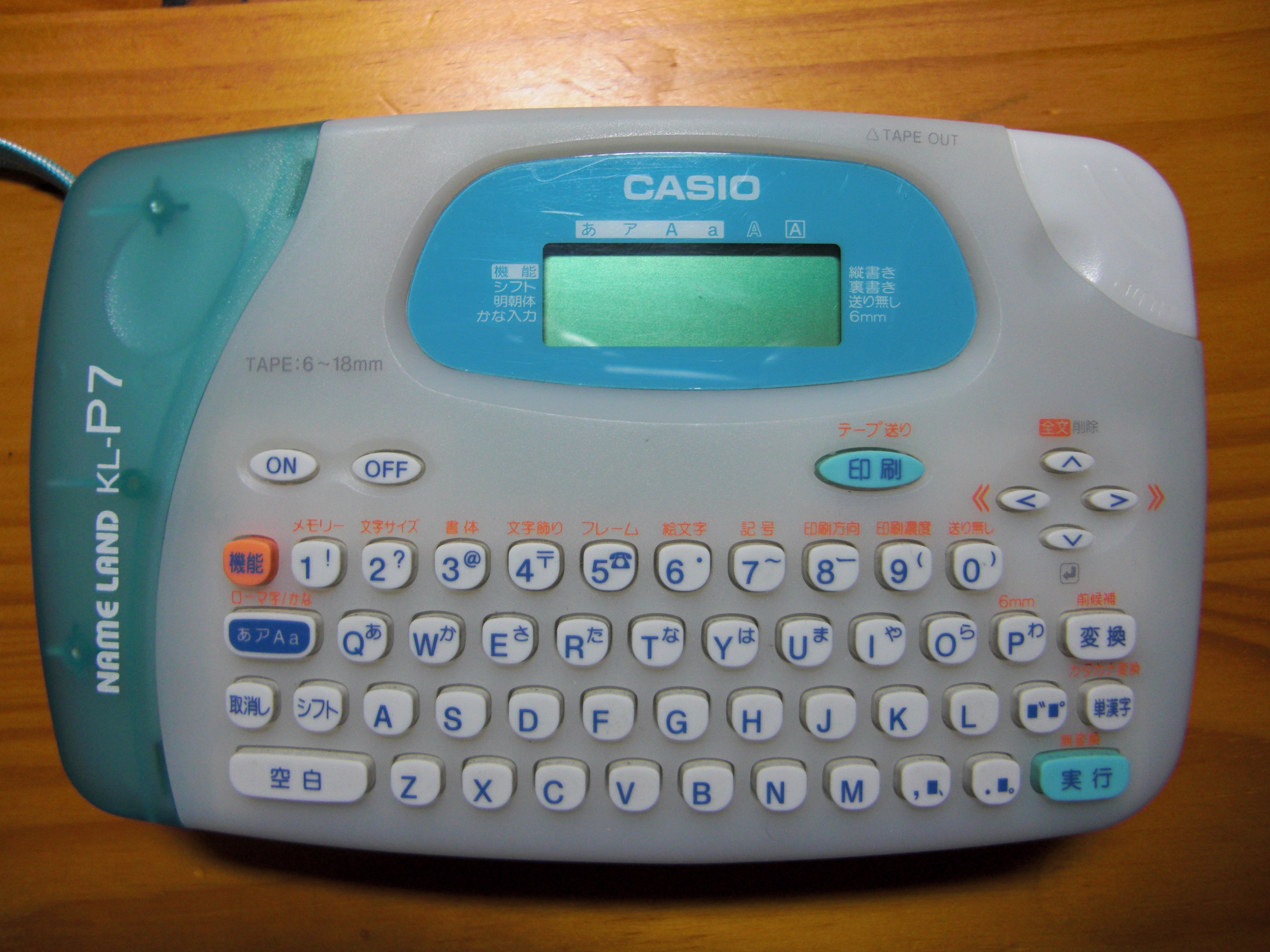
NAME LAND KL-P7
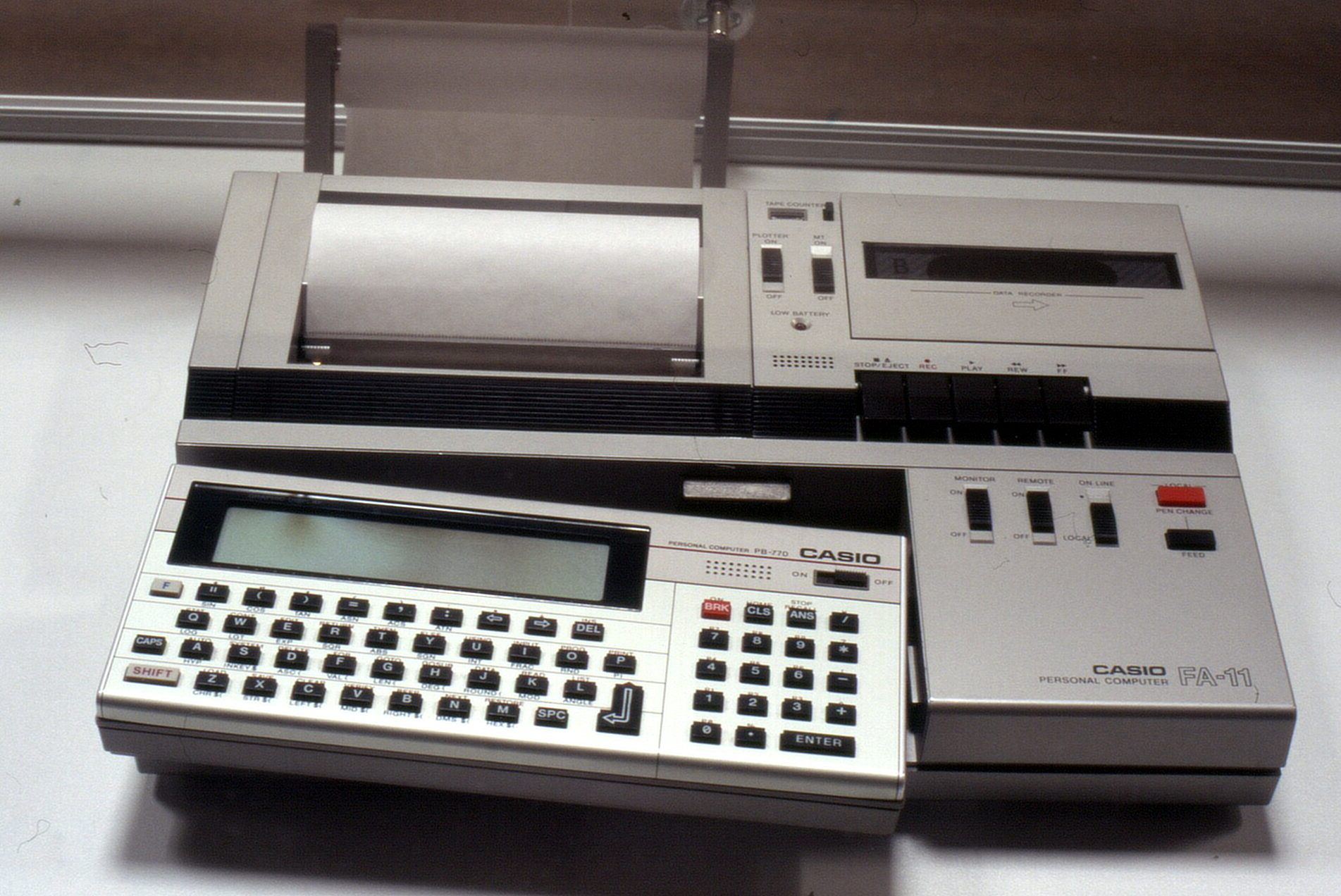
Кишеньковий комп'ютер PB-770 , з розширенням FA-11
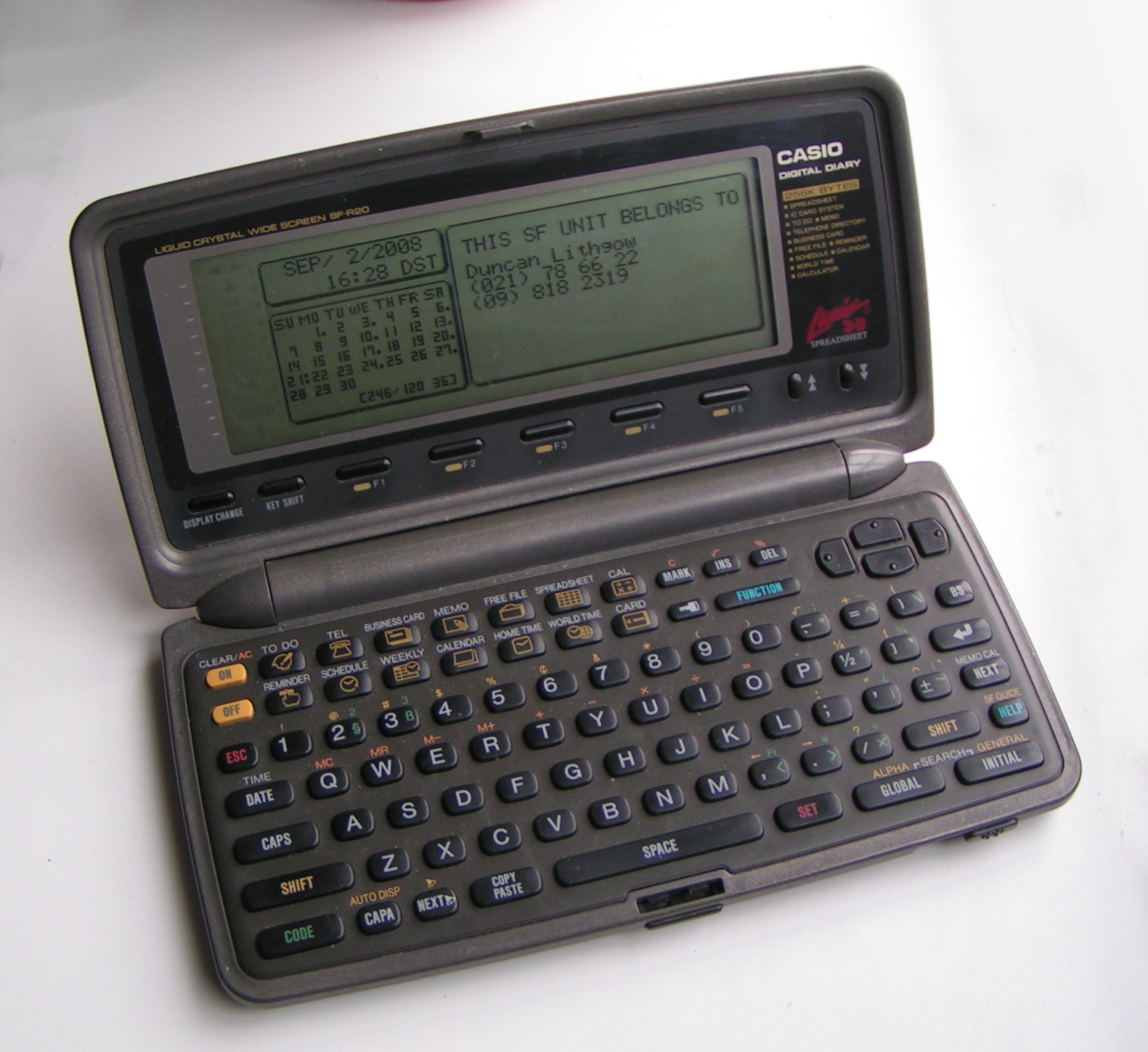
Цифровий Щоденник SF-R20 (ранні PDA)
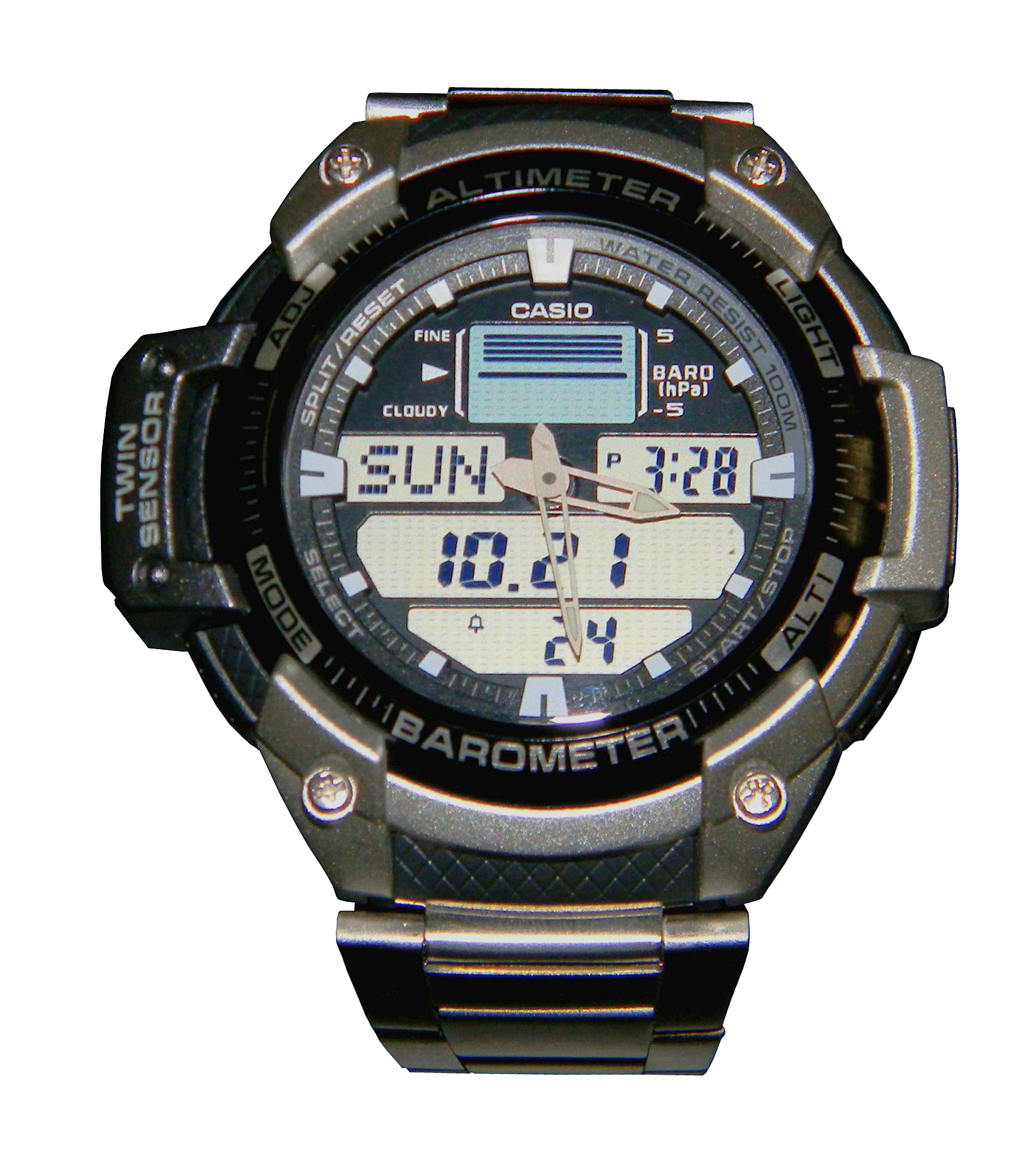
Casio Sport OutGear SGW-400HD-1BV
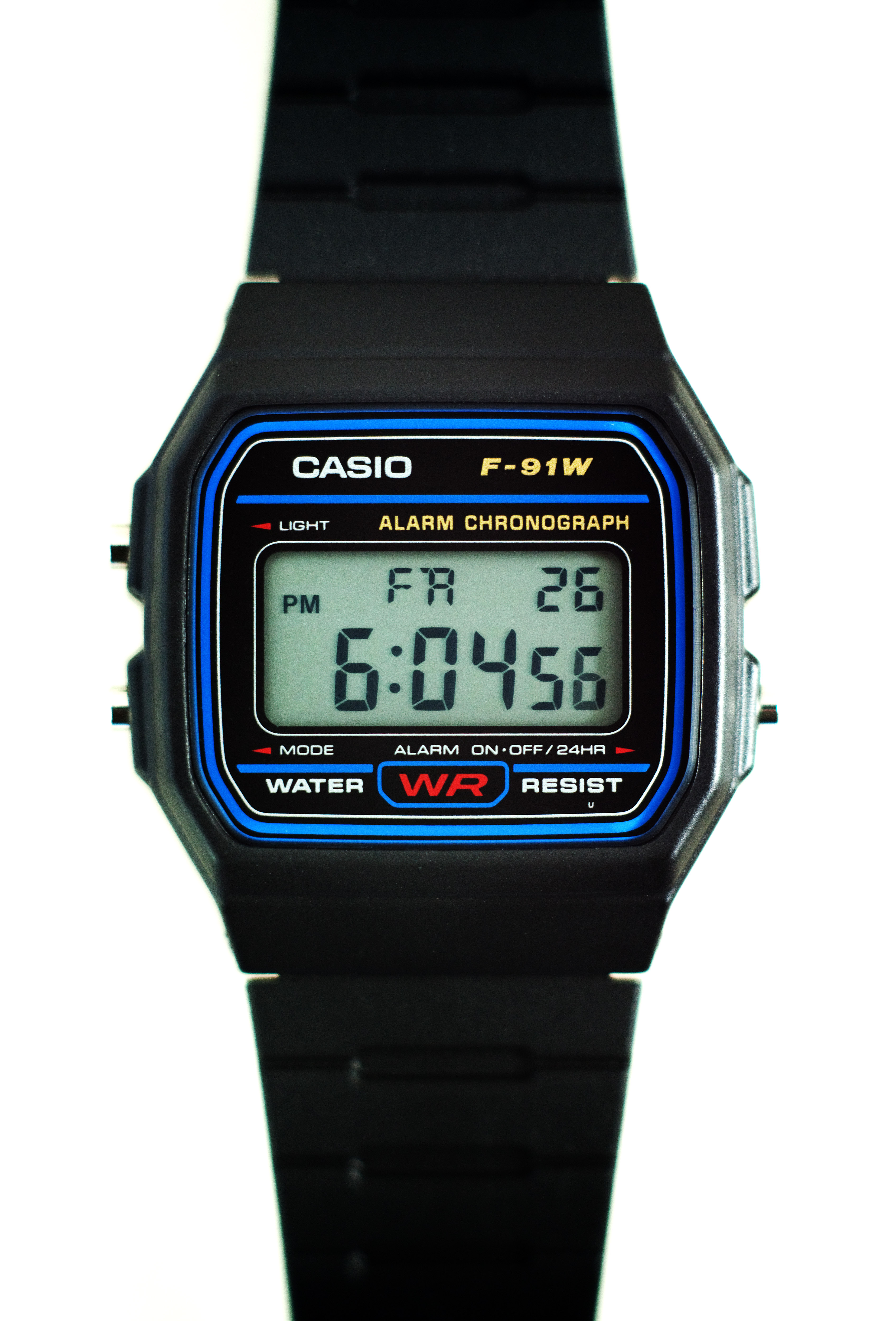
Цифровий годинник Casio F-91W
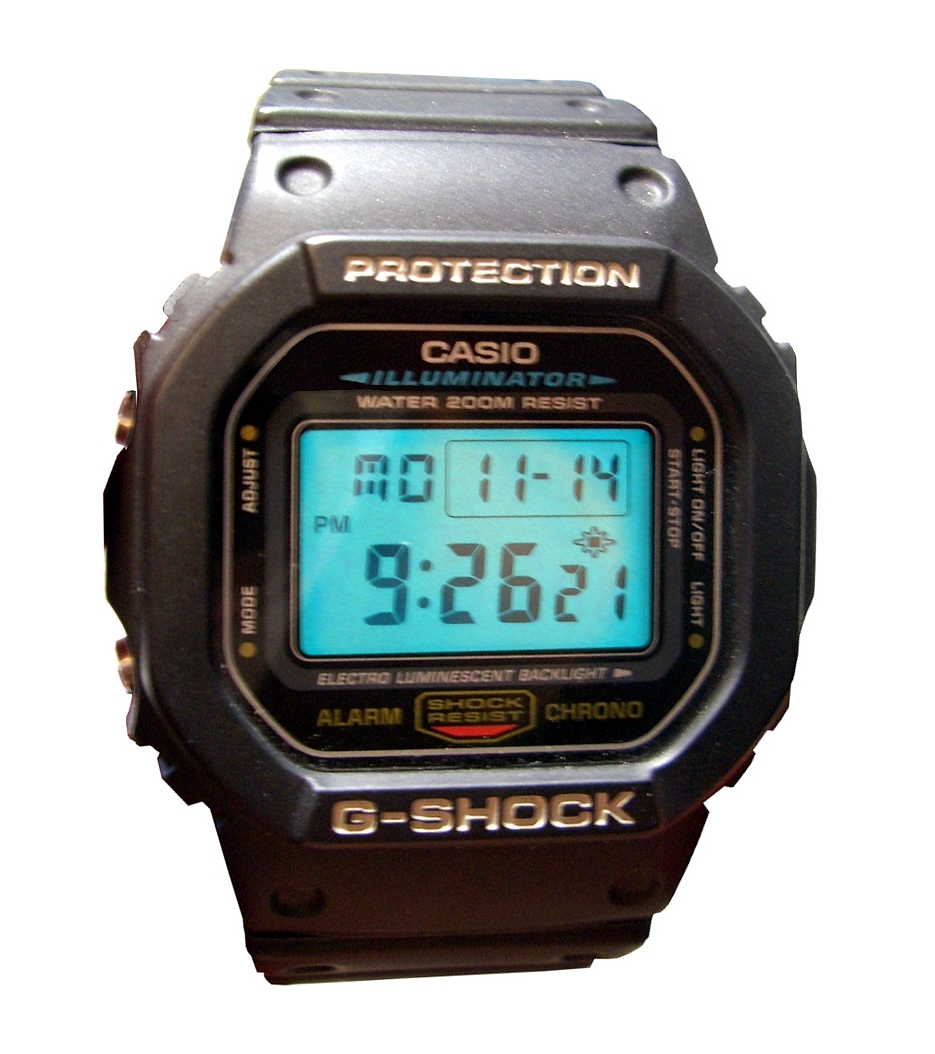
DW-5600E-1V A G-Shock один з перших годинників з підсвідкою
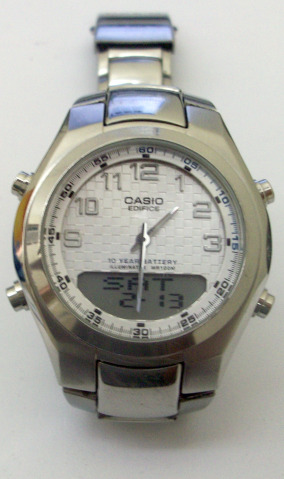
Casio Edifice EFA-111D-7AV годинник з батареєю, що працюватиме близько 10 років
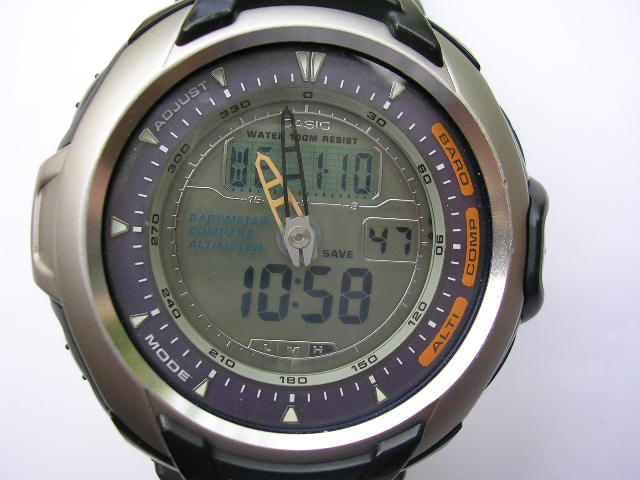
Casio PRG 60 AVER Triple Sensor Watch
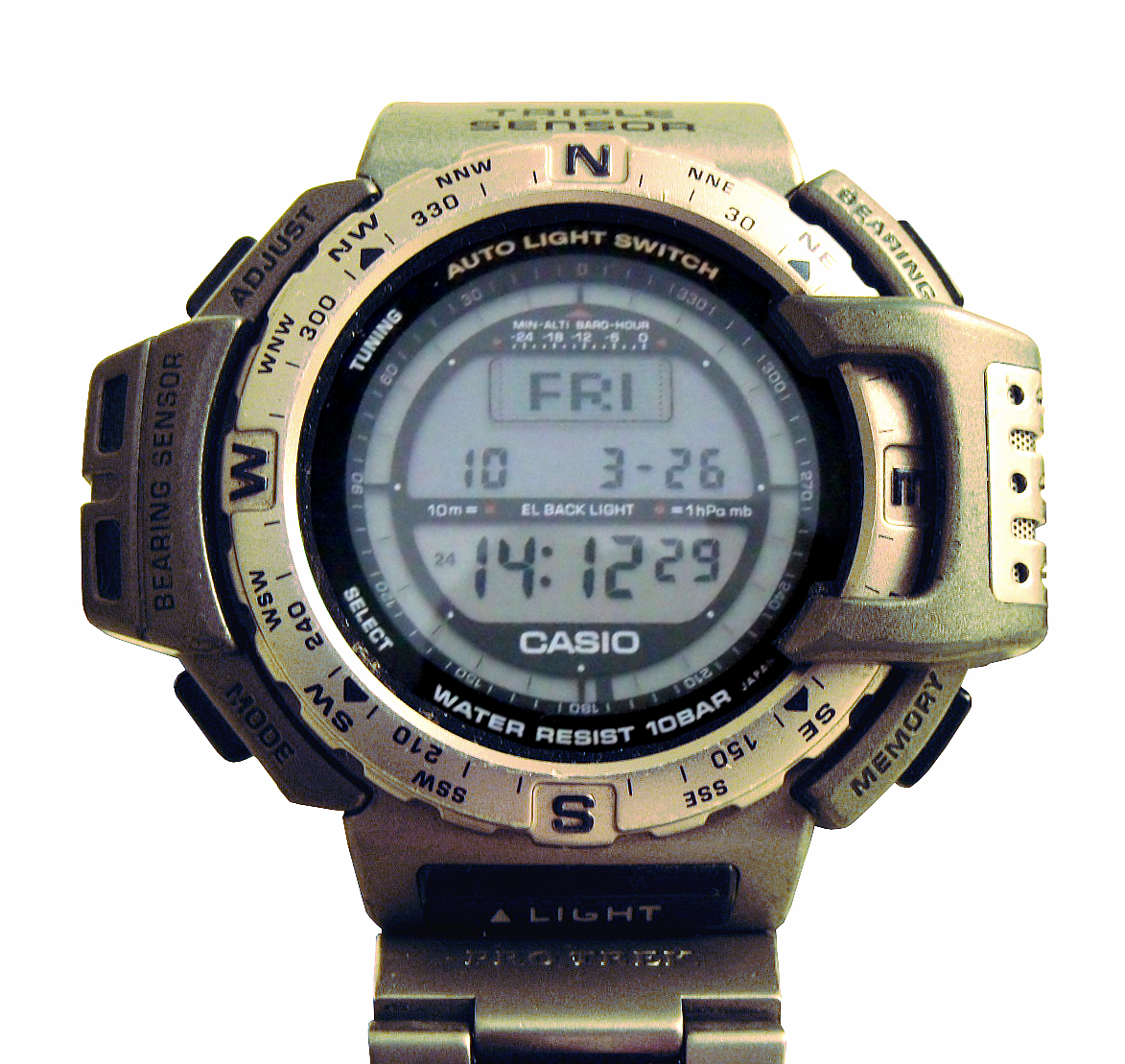
Pro Trek Triple Sensor Watch
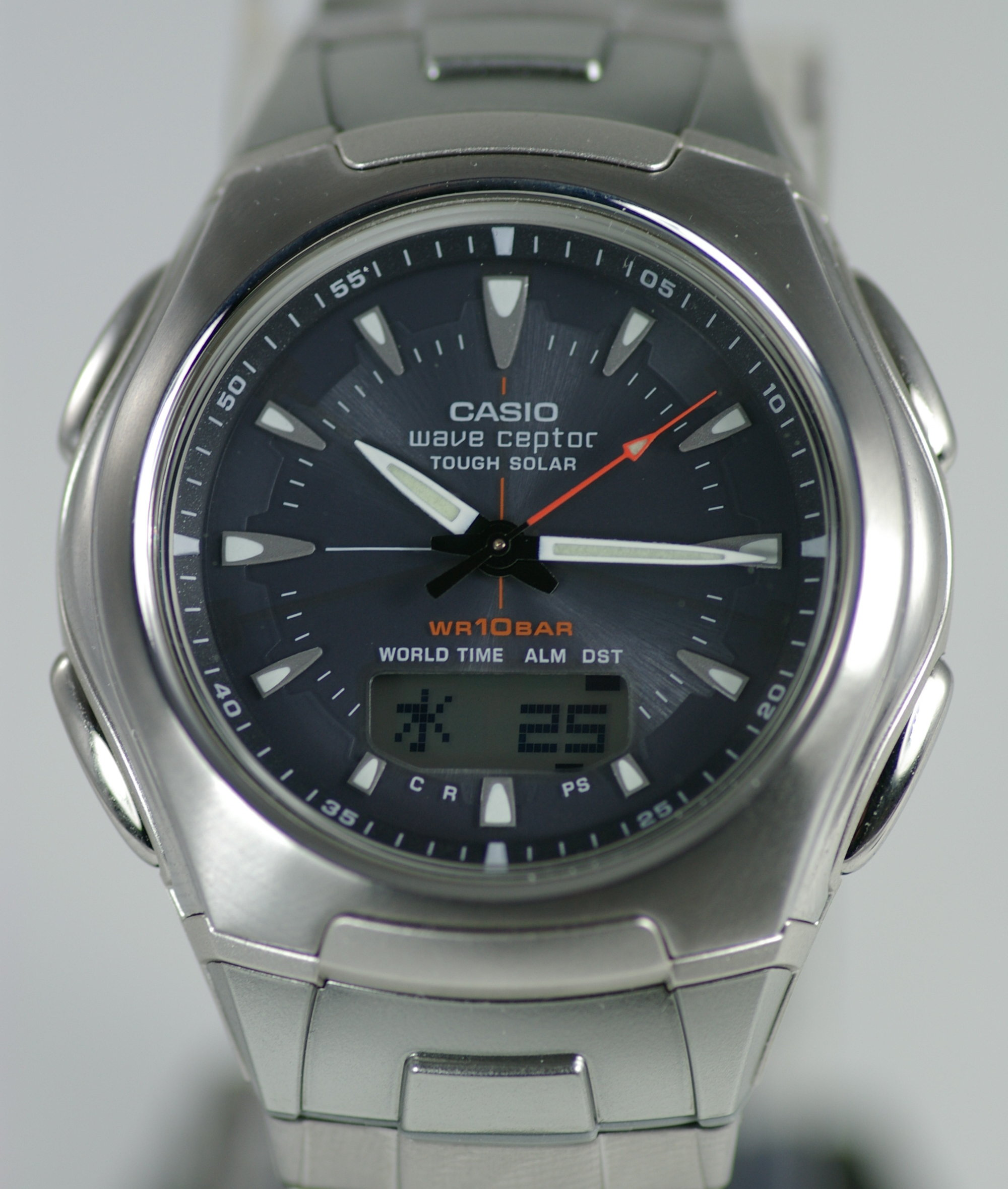
Casio Tough Solar "Wave Ceptor"
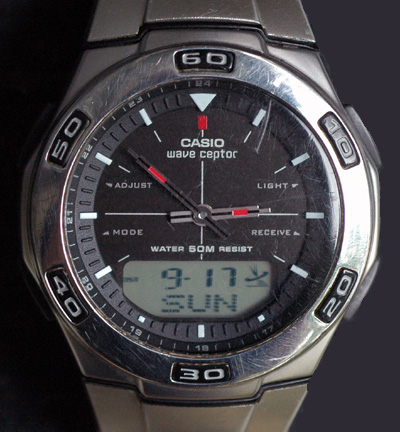
Casio "Wave Ceptor" Radio-Synchronized Watch
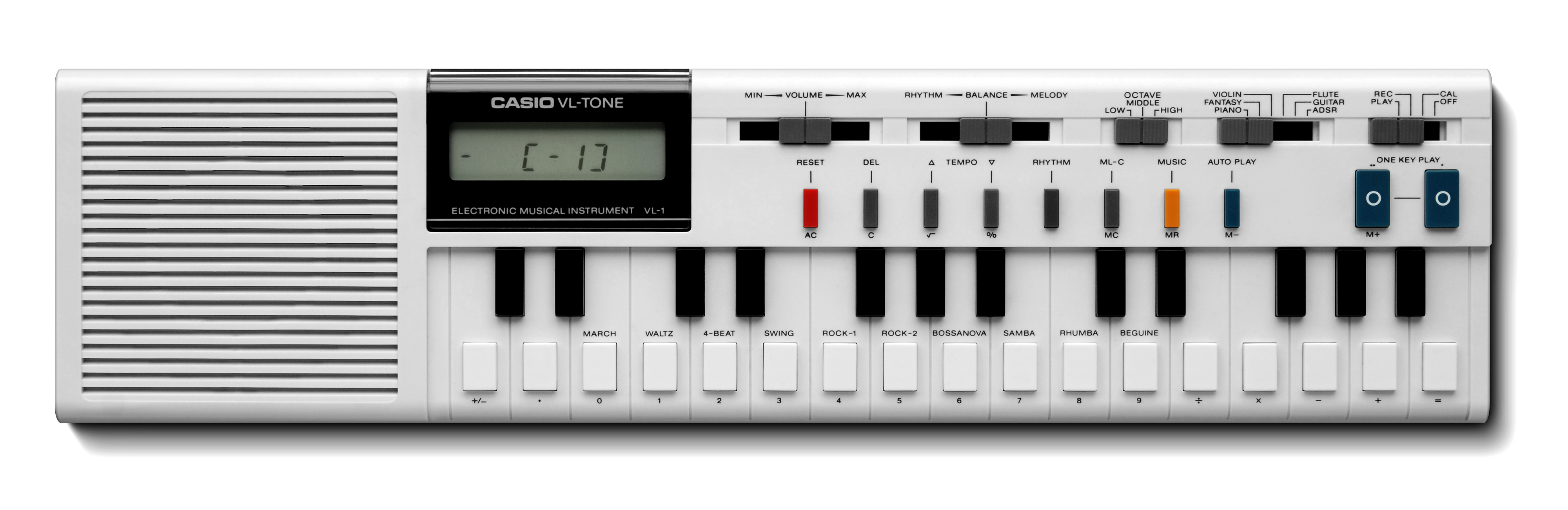
VL-Tone VL-1
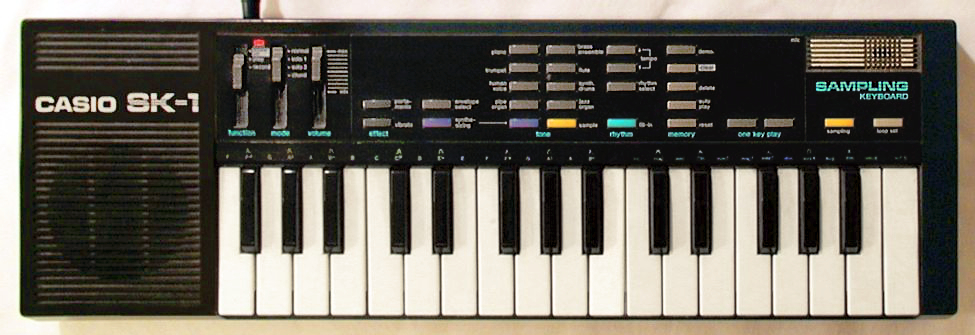
Sampletone SK-1
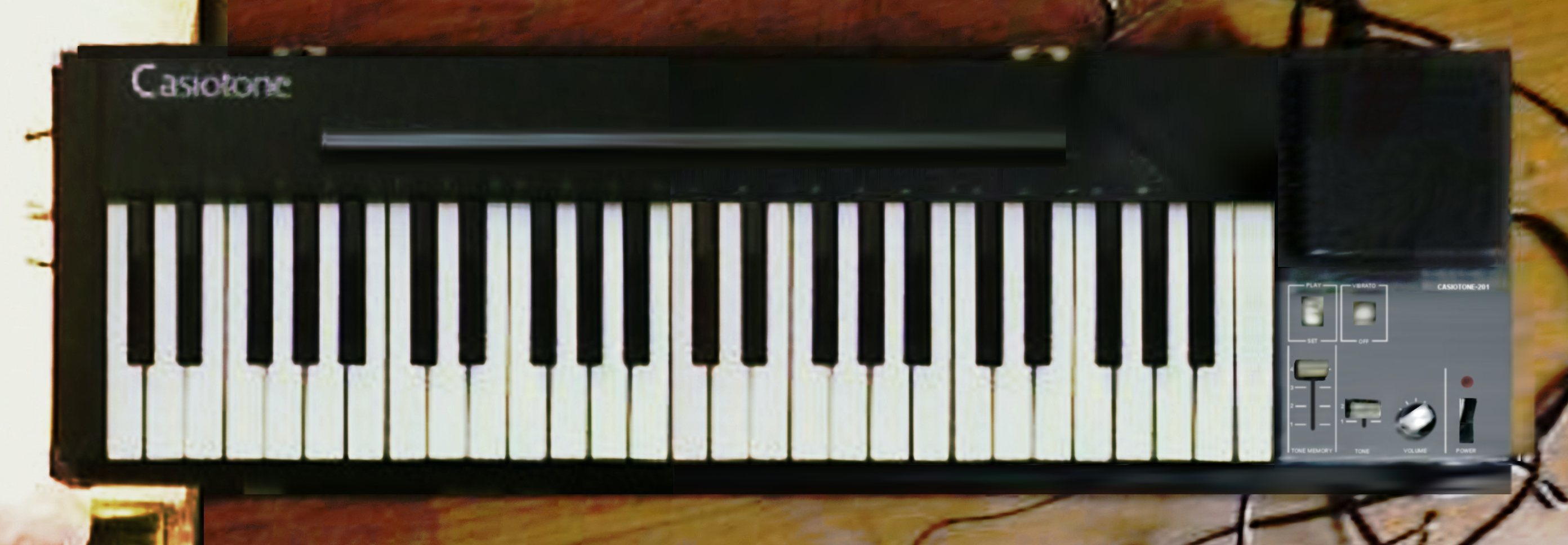
Casiotone 201
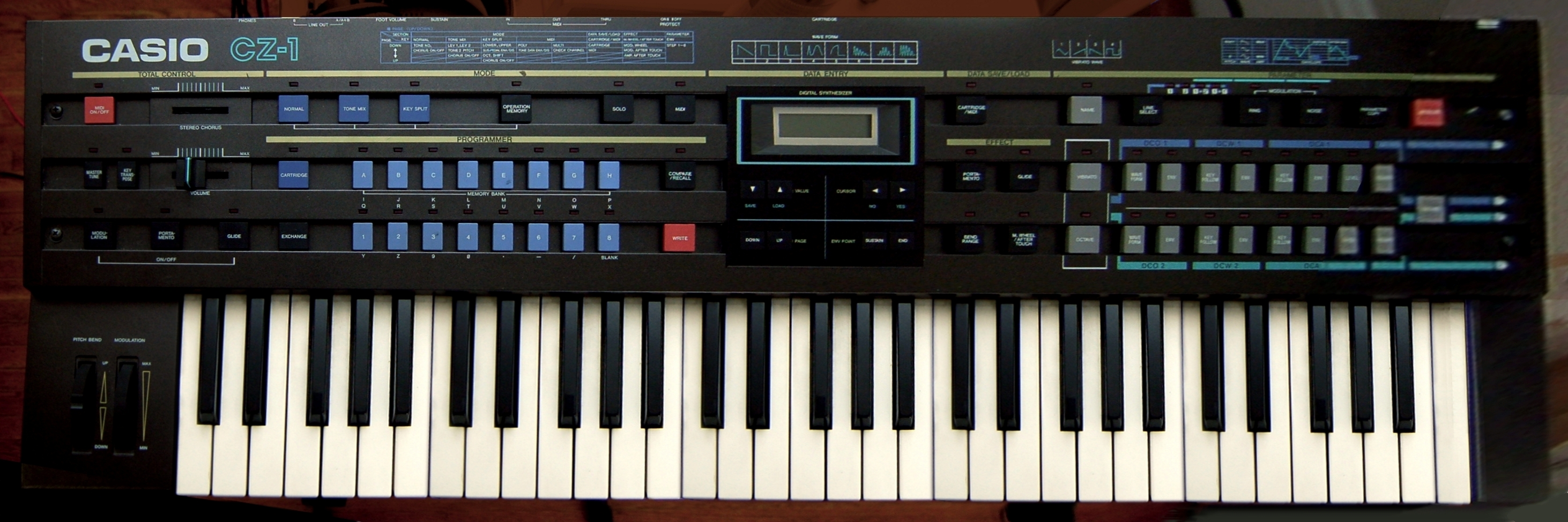
CZ-1 цифровий синтезатор
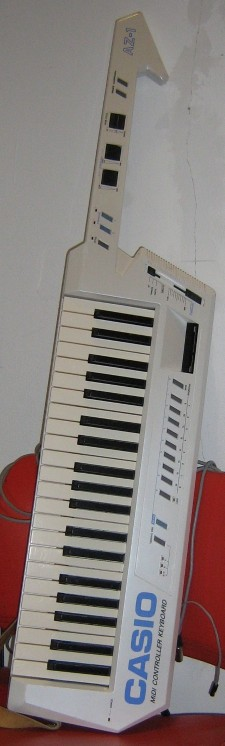
AZ-1 Клавітара
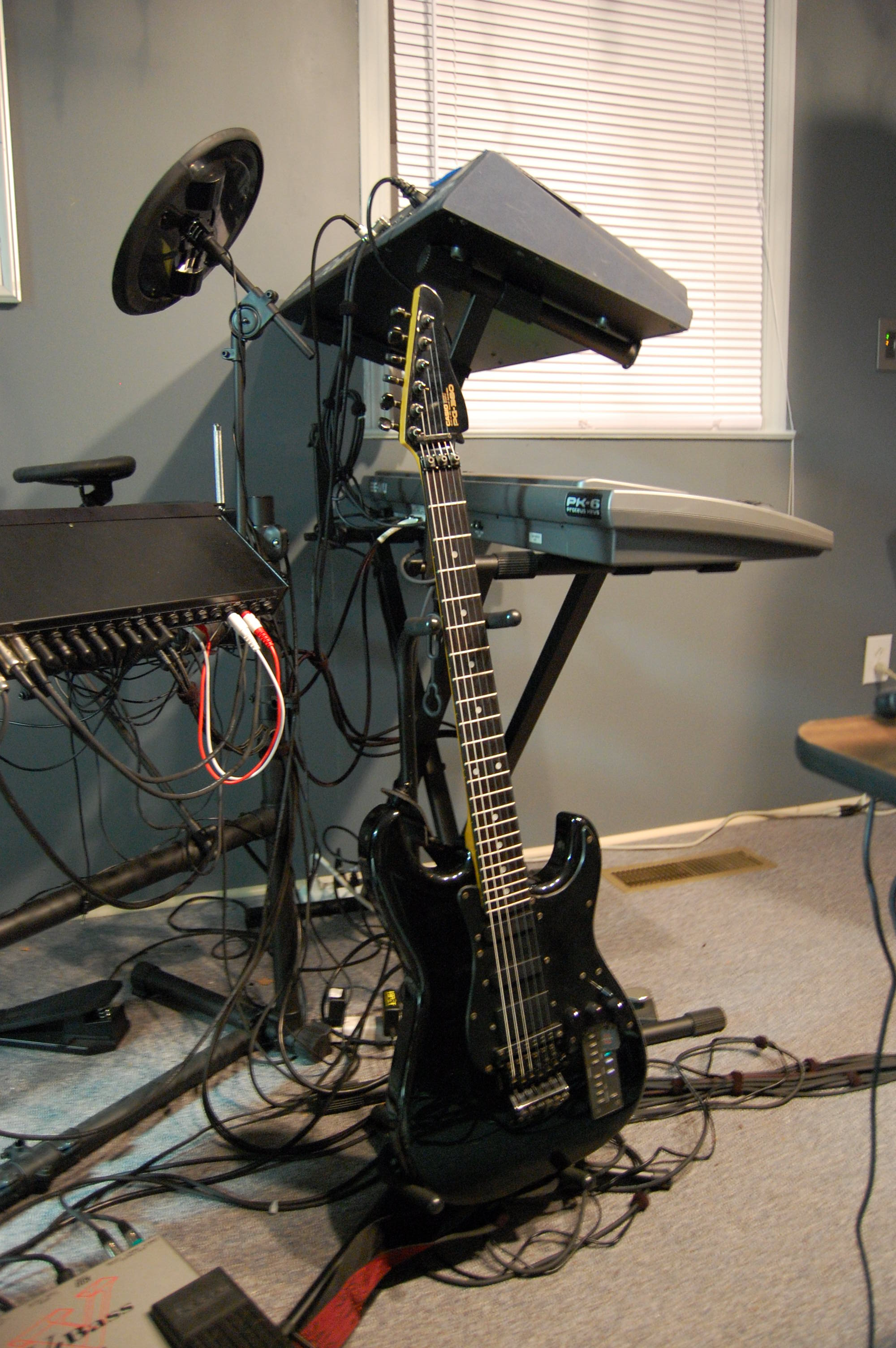
PG-380 MIDI Guitar
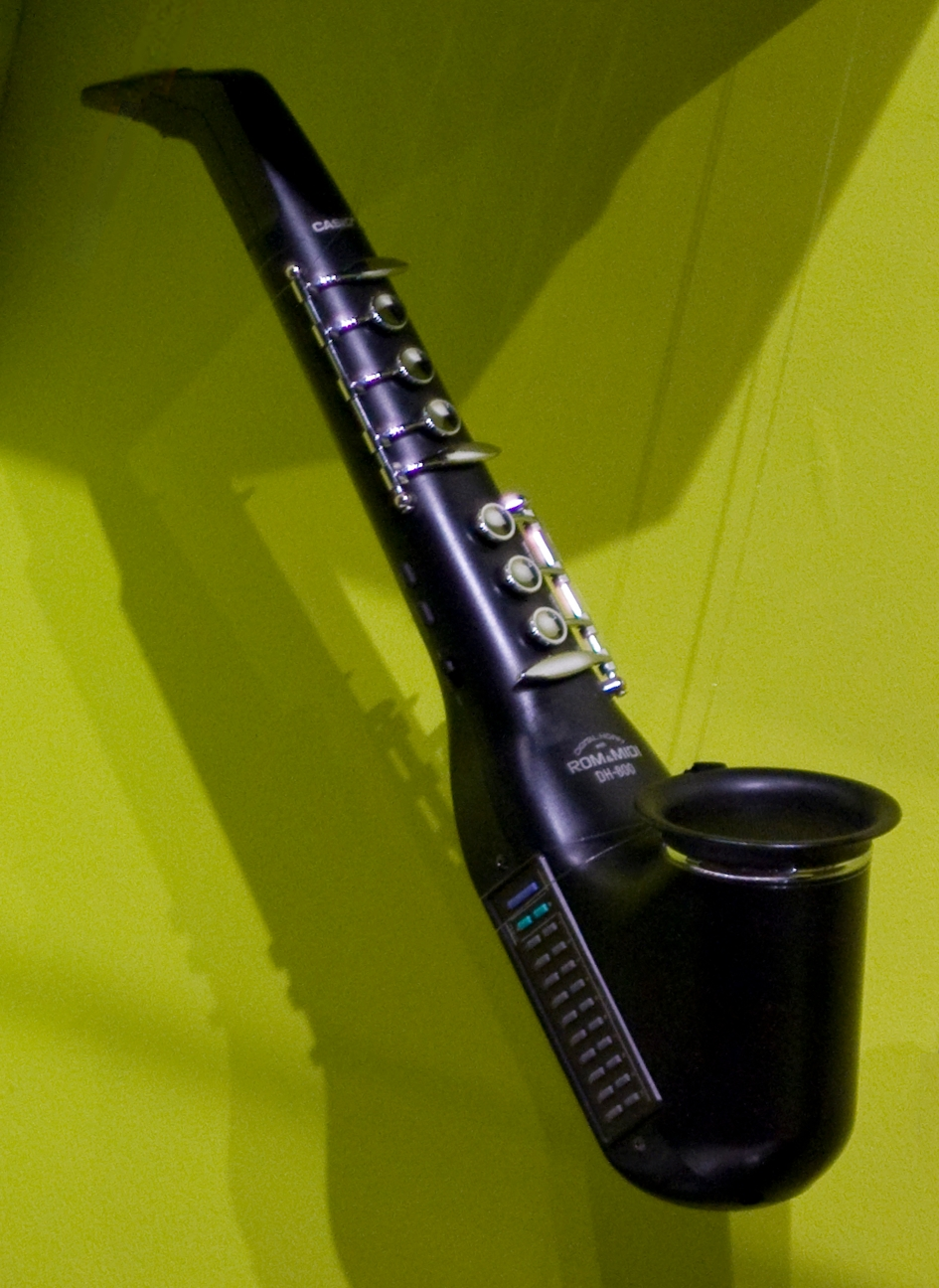
DH-800 Цифрова труба
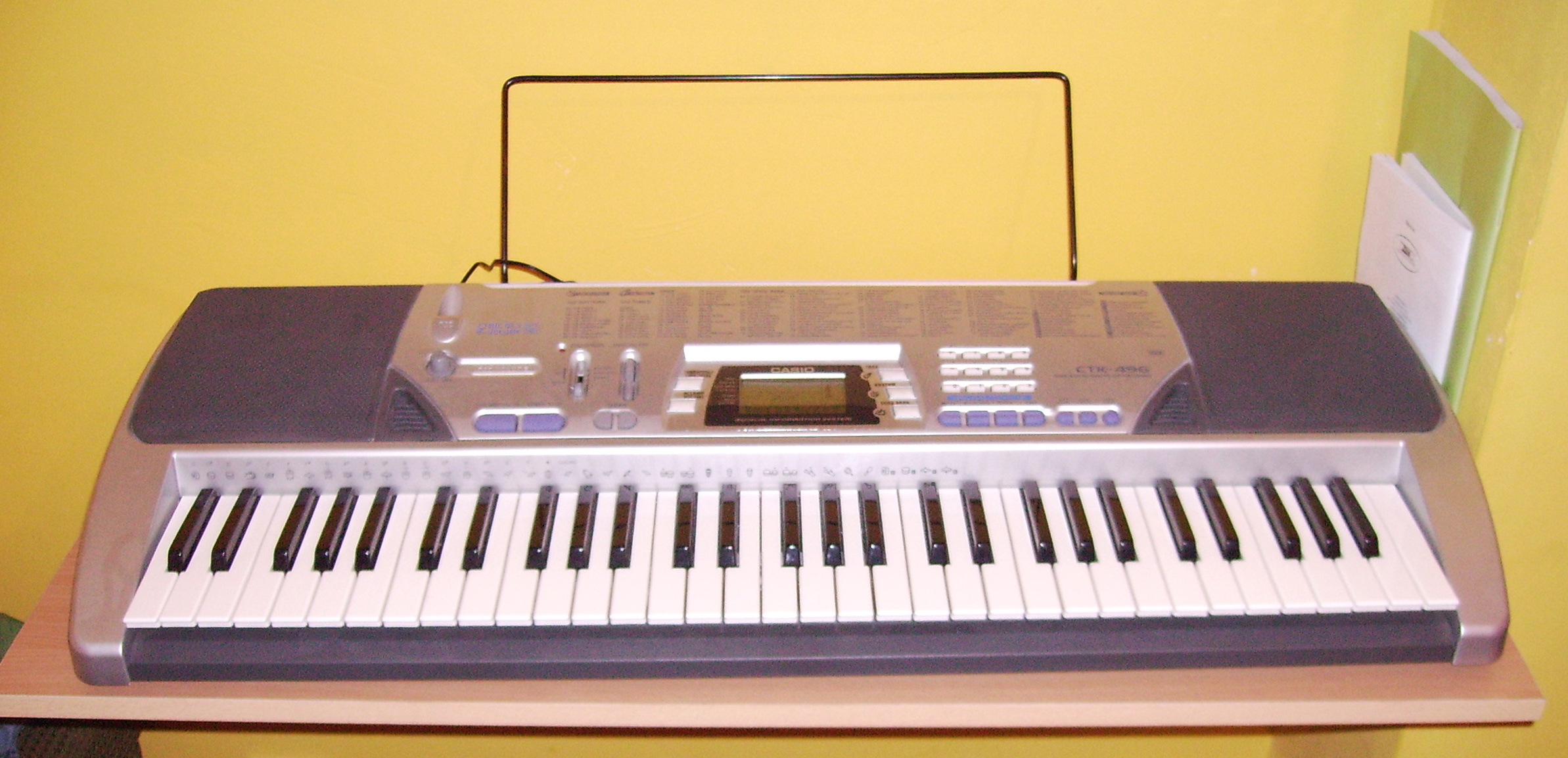
CTK-496 home keyboard
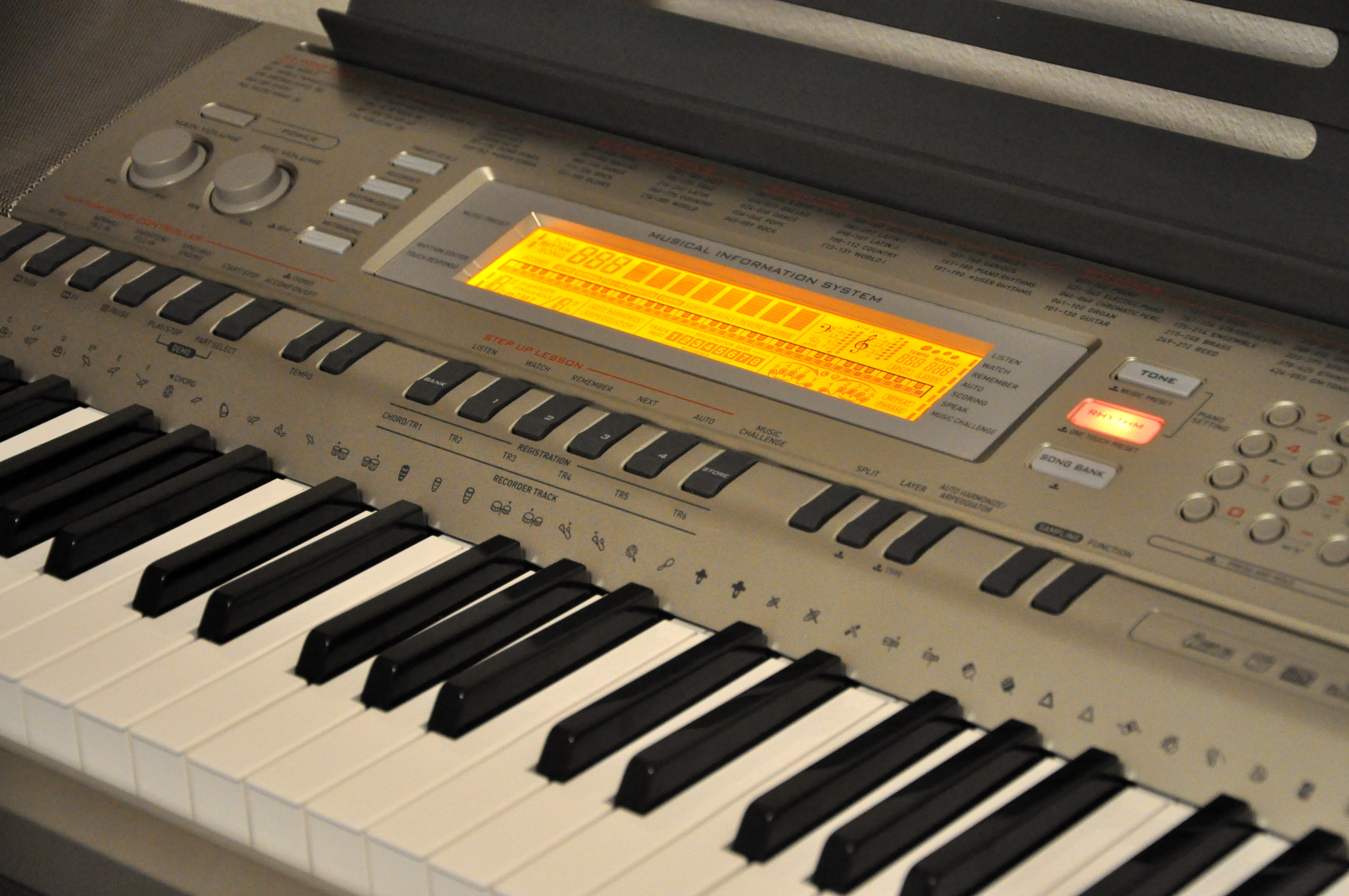
WK-200 Музична робоча станція
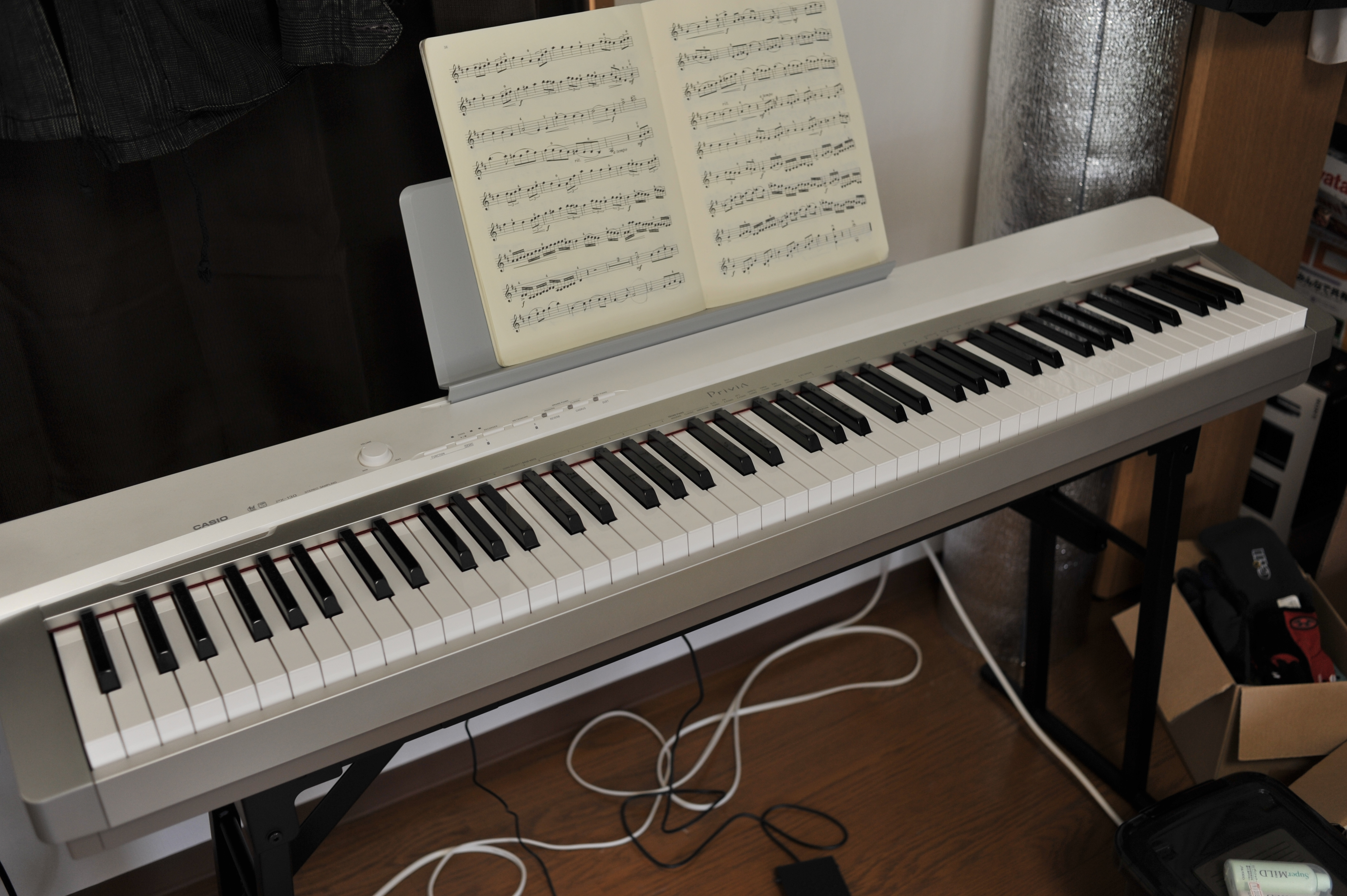
Privia PX-130 цифрове піаніно
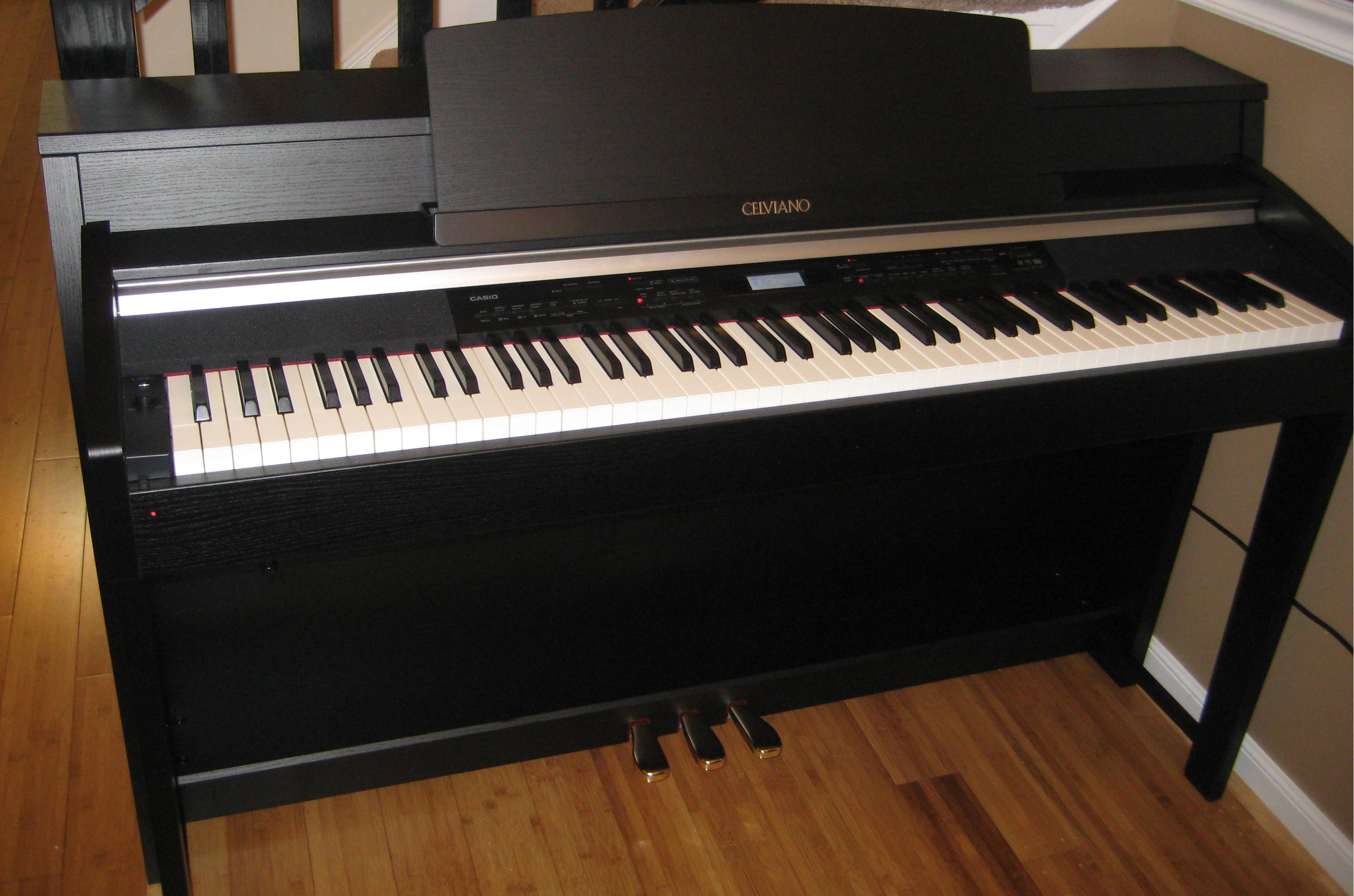
Casio Celviano AP-620